# John Andrews (architecte)
Pour les articles homonymes, voir John Andrews (homonymie) et Andrews.
John Hamilton Andrews, né le 28 octobre 1933 à Sydney et mort le 24 mars 2022 à Orange en Nouvelle-Galles du Sud, est un architecte brutaliste australien. Son œuvre la plus célèbre reste aujourd'hui le design de Tour CN, plus haut monument de son époque.

## Carrière

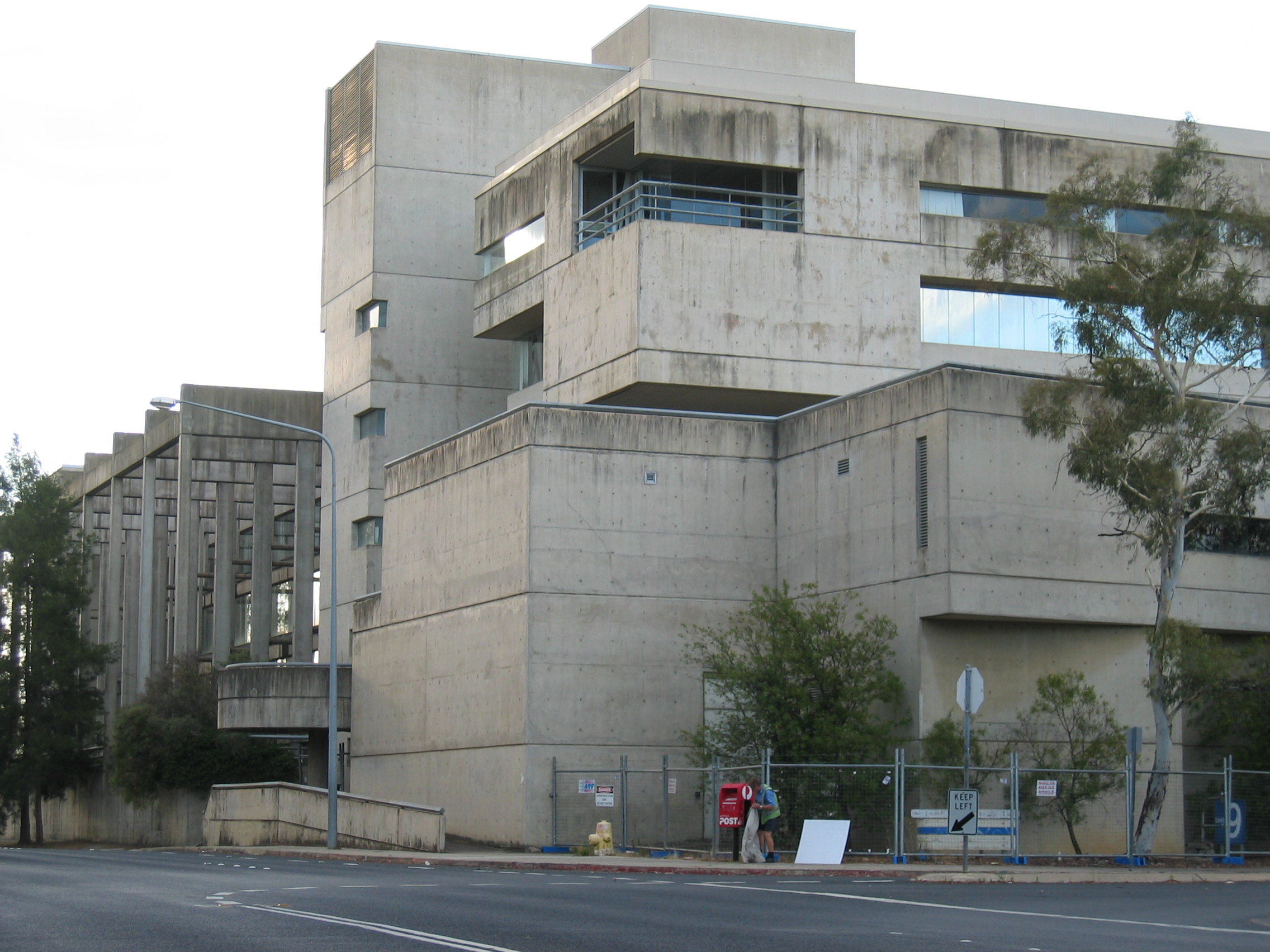
Cameron Offices à Canberra, en Australie (1973–76)

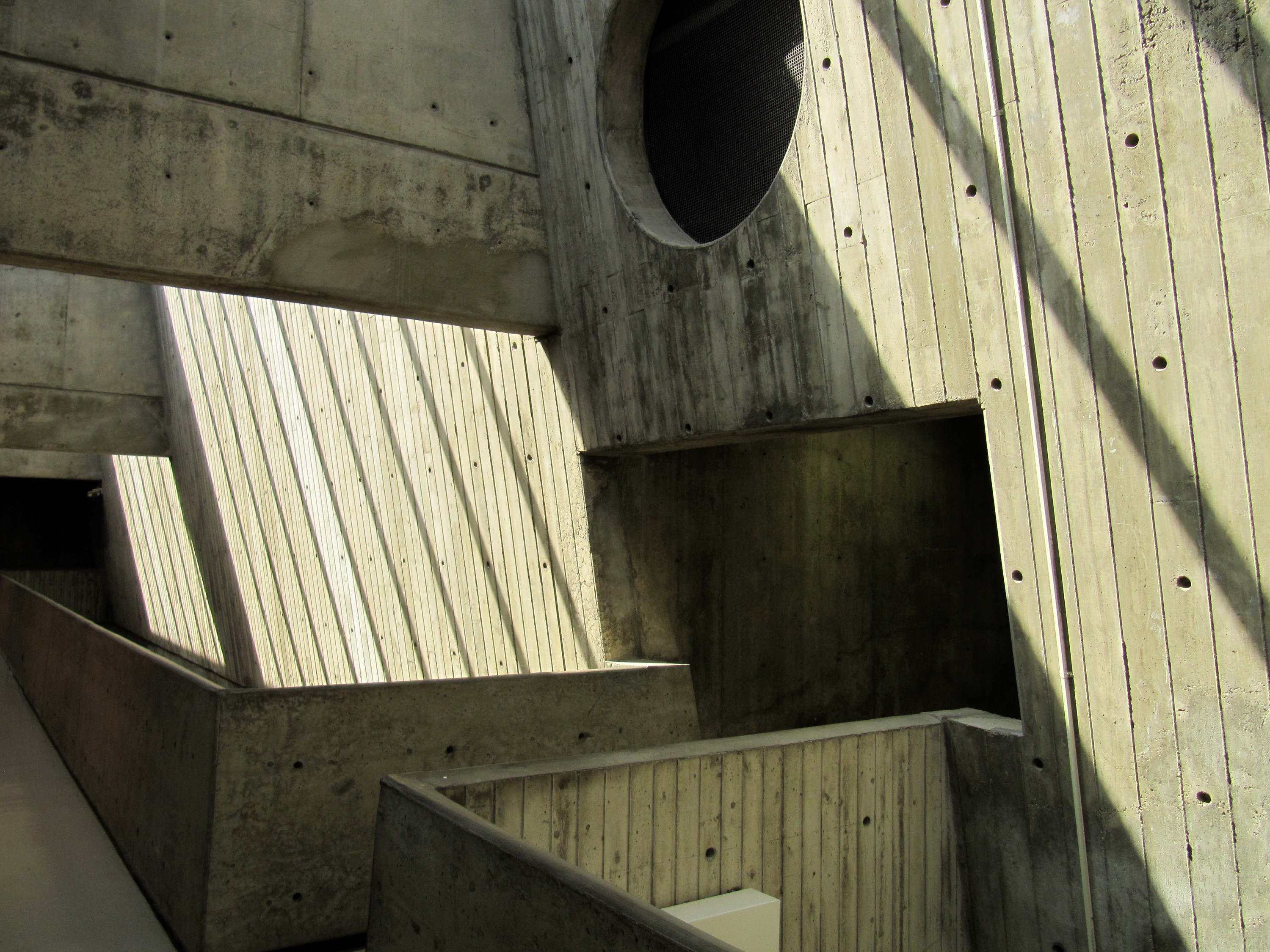
Le Scarborough College de Toronto, au Canada (1963)

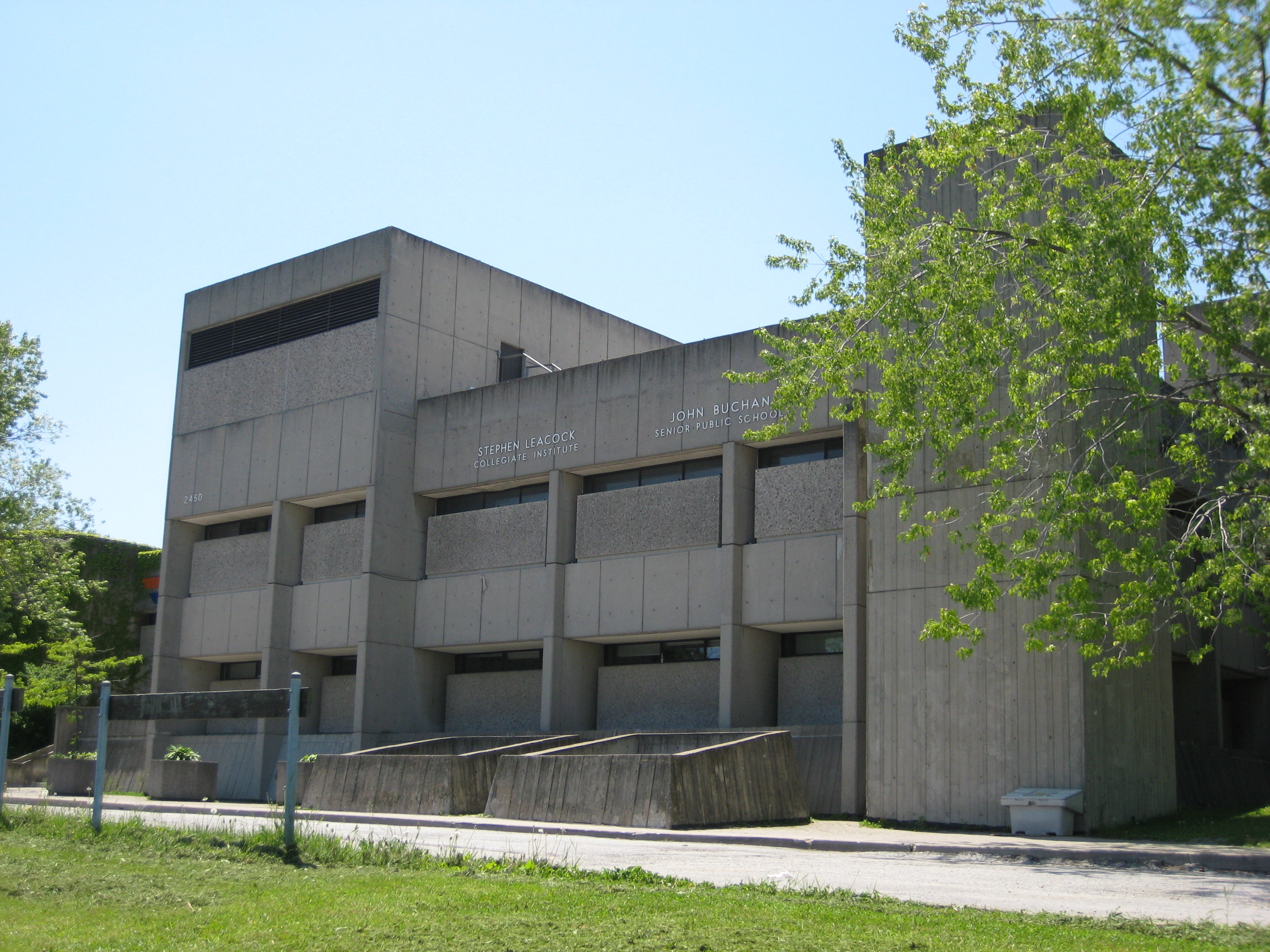
Stephen Leacock Collegiate Institute/John Buchan Senior Public School de Scarborough, au Canada (1970)

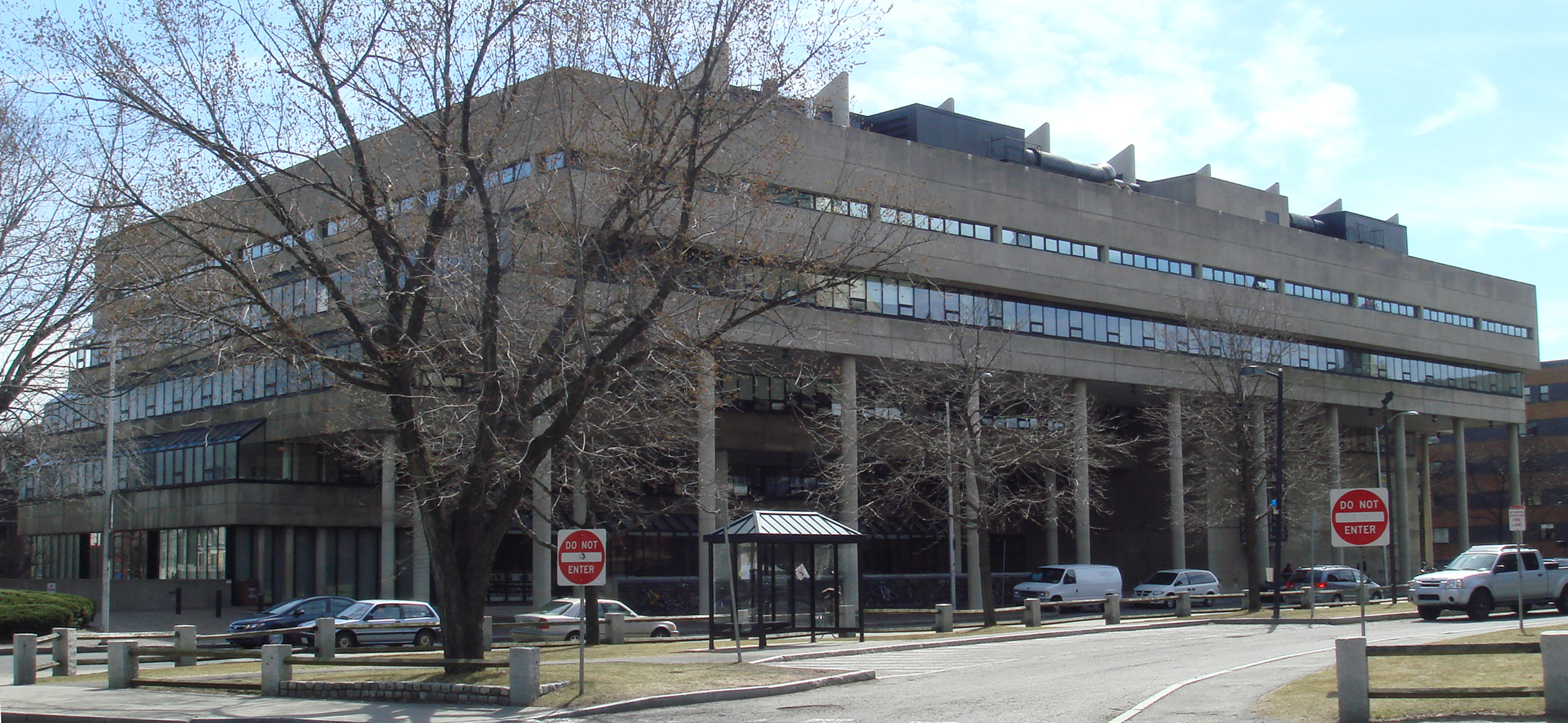
Gund Hall de l'université Harvard à, Cambridge, aux États-Unis (1972)

John Andrews étudie l'architecture à l'université de Sydney, où il obtient son baccalauréat universitaire en 1956. Il travaille ensuite pour la firme Edwards Madigan Torzillo à Sydney, puis obtient un master en architecture à l'université Harvard en 1958 un an après son entrée dans cette université. La même année, il propose ses plans pour la rénovation de l'hôtel de ville de Toronto, mais ceux-ci ne sont pas retenus, laissant ainsi la place aux dessins de l'architecte finlandais Viljo Revell. Andrews part pour Toronto et coopère avec Revell sur ce projet. Dans cette ville, il travaille ensuite au bureau d'architectes J. B. Parkin, situé dans le quartier de Don Mills (en). De 1962 à 1967, il est le directeur du Département d'architecture de l'université de Toronto. Ce poste lui permet d'établir des plans pour le Scarborough College. À cette époque, l'architecture de ce bâtiment est connue internationalement pour sa façade en béton sculpté.
En 1968, Andrews remporte un appel d'offres et établit les plans du Gund Hall, un nouveau bâtiment de l'université Harvard achevé en 1972. La même année, il fonde sa propre entreprise, John Andrews Architects ; un an plus tard, il la renomme John Andrews International Pty. Ltd. et retourne vivre à Sydney. Son bâtiment le plus connu est la tour CN de Toronto, une tour de radiotélévision d'une hauteur de 553 mètres, achevée en 1976. Cet édifice est devenu l'emblème architectural de la ville. Andrews a également établi les plans du terminal du port de Miami en 1970, de École d'art de l'université d'État de Kent, en Ohio en 1972, des résidences pour étudiants de l'université de Canberra en 1973, ainsi que du siège social de l'entreprise Intelsat à Washington en 1988.
L'architecture de Andrews est en partie inspirée des œuvres de Le Corbusier et ses bâtiments sont construits de manière fonctionnelle. Les édifices créés par Andrews entre 1958 et 1961 sont similaires à ceux des architectes Eero Saarinen et Ludwig Mies van der Rohe.

## Vie privée
En 1958, John Andrews se marie à Rosemary Randall, avec qui il a quatre enfants.

## Projets

### Australie
- Hooker Tower à Sydney (1974)
- King George Tower à Sydney (1976)
- Cameron Offices (en) de Canberra (1973–76) - partiellement démolis

### Canada
- Scarborough College in Toronto (1963)
- Africa Place, Expo 67 (1967)[5]
- Résidence sud de l'université de Guelph (1968)
- Stephen Leacock Collegiate Institute (en) de Scarborough/Toronto (1970)
- Tour CN de Toronto (1973) avec WZMH Architects

### États-Unis
- Terminal de transport de passagers du port de Miami (1970)
- École d'art de l'université d'État de Kent, en Ohio (1972)
- Gund HAll (Graduate School of Architecture and Design) université Harvard Cambridge (1972)
- Quartiers généraux de l'entreprise Intelsat à Washington (1988) ainsi qu'en Allemagne

## Distinctions
- 1967 : Centennial Medal, Canada
- 1967 : Massey Medal, Canada
- 1971 : Arnold Brunner Award, Institut national des arts et des lettres, New York
- 1973 : Bartlett Award
- 1976 : Bronzemedaille des Queensland Institute of Architects
- 1980 : Médaille d'or (en) du Royal Australian Institute of Architects (en)
- 1983 : Sulman Medal, Royal Australian Institute of Architects
- 1989 : 25 Year Award, Ontario Association of Architects
- ???? : prix d'honneur de l'Institut américain des architectes.

Andrews est membre de l'Institut royal des architectes britanniques.

## Publications
- Avec Jennifer Taylor : Architecture, a Performing Art, Oxford University Press, États-Unis, 1982,  (ISBN 978-0195505573).